# Logistikbasis der Armee

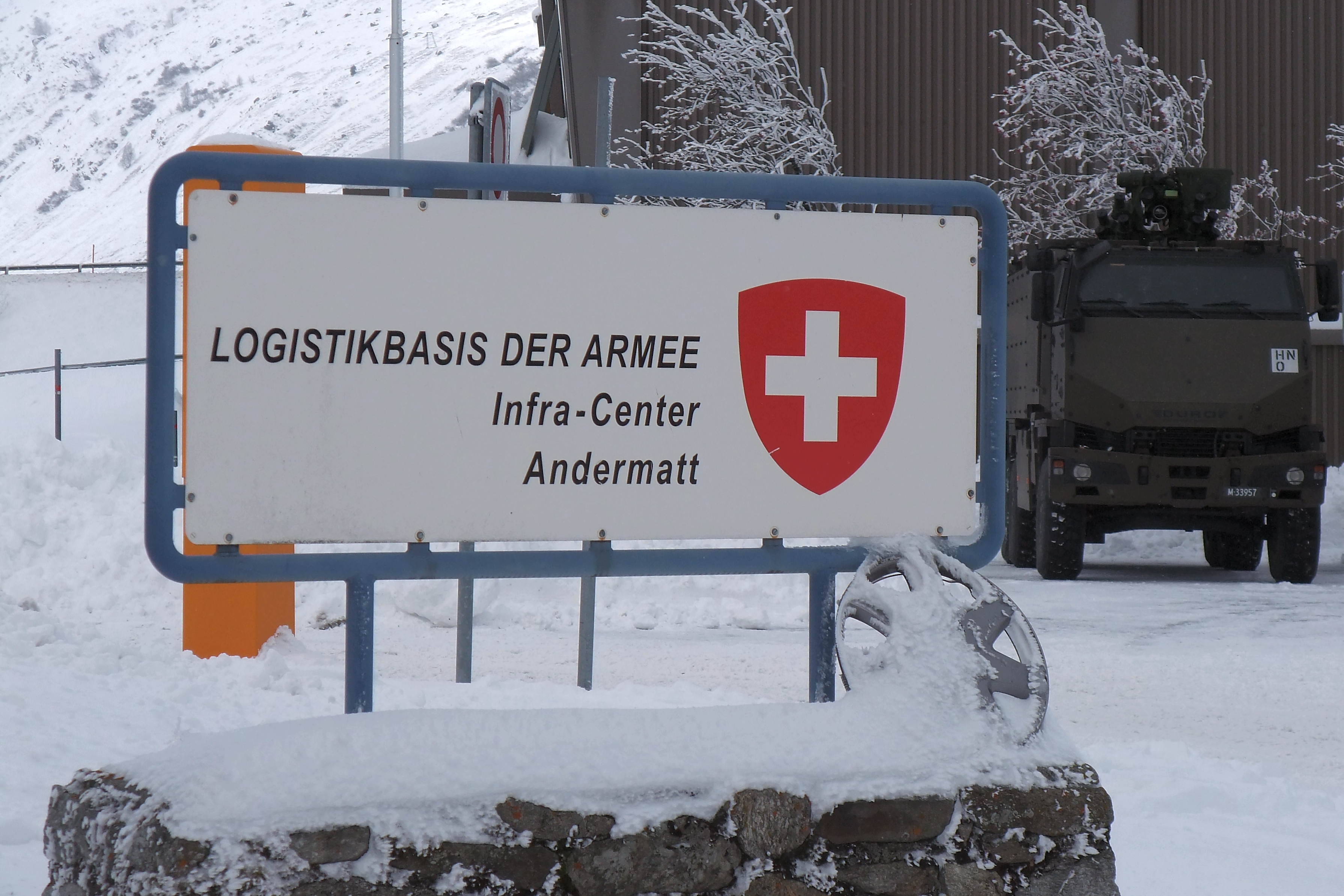
Standort in Andermatt

Die Logistikbasis der Armee (LBA) ist eine organisatorische Einheit innerhalb des Departementsbereichs Verteidigung des Eidgenössischen Departements für Verteidigung, Bevölkerungsschutz und Sport (VBS).

## Aufgaben und Organisation
In der LBA sind die logistischen Dienstleistungen und Supportleistungen innerhalb des Departementsbereichs zusammengefasst. Ihr Aufgabenbereich umfasst die Unterstützung der Schweizer Armee im In- und Ausland. Hierzu zählen unter anderem Nach- und Rückschub von Material und Systemen, deren Instandhaltung, Sanitätsleistungen für die Truppe, der Transport von Menschen und Gütern, das Bereitstellen und der Betrieb von Infrastrukturen und Systemen sowie Querschnittsdienstleistungen für den Departementsbereich Verteidigung.
Die Logistikbasis der Armee wurde auf den 1. Januar 2004 geschaffen. Sie umfasst das frühere Bundesamt für Betriebe des Heeres und die Logistikbrigade 1.
Der Chef der Logistikbasis der Armee ist seit dem 1. Oktober 2022 Divisionär Rolf A. Siegenthaler.

## Geschichte
In der Alten Eidgenossenschaft mussten die Soldaten ihre Ausrüstung weitgehend selbst mitbringen. Die kantonalen Behörden stellten Korn- und Salzvorräte bereit. Ging bei einem Feldzug die Verpflegung aus, wurden Nahrungsvorräte und Tierfutter bei der örtlichen Bevölkerung requiriert und fouragiert. Die militärische Logistik ging von der Annahme aus, dass Soldaten ihre Verpflegung selbst beschaffen. Das Allgemeine europäische Land- und See-Kriegsrecht von Johann Gottlieb Friedrich Koch von 1778 erlaubte den Soldaten die Beschaffung (Fouragierung) von Futter für Pferde aus fremden Feldern, Scheunen und Ställen.
1797 wurde im Kanton Bern ein Kriegskommissariat gebildet, das Fuhrparks, Transportmittel und Pferdewechselstationen organisierte. Die Eidgenossenschaft schuf 1815 ein gemeinsames «Oberkriegskommissariat» während die rückwärtigen Dienste (Parkkompanien, Verpflegungsmagazin, Lazarett, Pferdekuranstalt) bei den Kantonen blieben.
Während des Ersten Weltkriegs hatte der Generalstab keine Vorräte an Treibstoffen und Ersatzteile für die 350 Requisitionsmotorfahrzeuge angelegt. Von 1918 bis 1939 stieg die Anzahl Fahrzeuge von 2000 auf 18000. Für den Transport wurden auch während des Zweiten Weltkriegs hauptsächlich Pferde und die Eisenbahn eingesetzt. Lieferungen der Armee erfolgten mit der Bahn bis zum Umschlagsplatz der Division und wurden von dort mit Pferdefuhrwerken zu den Truppen befördert. Die Infrastruktur der Logistik wurde im Alpenreduit dezentral angelegt, weil die wenigen Eisenbahnlinien und Strassen keine schnellen Transporte ermöglichten. Die Truppen holten ihren Bedarf bei der nächstliegenden Logistikbasis ab und wurden nur ausnahmsweise beliefert.
Nach 1945 wurde die Logistik Teil der Gesamtverteidigung (Armee, Zivilschutz, Kriegswirtschaft). Nachschubbasen versorgten die nahe (bis 20 Kilometer) bei den Kampfverbänden liegenden «Basisversorgungsplätze» (BVP).
Die Logistikverbände der Armee 61 bildeten einen Drittel des gesamten Mannschaftsbestandes. Die Kampfverbände der Armee 61 hatten fest zugeteilte Einsatzräume. Wartung, Reparatur und Ersatzteilbeschaffung lag in der Zuständigkeit der Truppe (Basis- und Fachwerkstätten). Ein dichtes Netz von BVPs versorgte (Bringprinzip) die Truppe in ihrem Einsatzgebiet. Die Logistik war auch in Friedenszeiten betriebsbereit, da man mit kurzen Vorwarnzeiten rechnete. Die verfügbaren Vorräte betrugen 1978 eine Tonne pro Soldat und waren in 5500 Gebäuden und unterirdischen Anlagen (inklusive 50 Spitäler) von rund 100 Kilometer Länge untergebracht. 1969 wurde die «Untergruppe Logistik» geschaffen, welche zum Territorialdienst gehörte.
Mit der Armee 95 halbierte sich die Anzahl Versorgungsplätze (Übergang zum Holprinzip). Die Armee XXI hat eine mechanisierte, computergestützte Logistikbrigade mit 13000 Mann (Bringprinzip).